# قبة يوسف آغا
قُبة يوسف آغا هو مبنى مربع الشكل تعلوهُ قبة. مفتوح من ثلاث جهات. ومغلق من الجهة الجنوبية التي يقعُ فيها المحراب.

## التاريخ
بناها الوالي العُثماني في القدس يوسف آغا في عام 1092 هجريّة/1681 ميلادية، والذي سُميت باسمه. وهو الذي أعاد ترميم قبة يوسف المتواجدة على بُعد حوالي 130 متر إلى الشمال.
تم تحويل المبنى في السبعينات من القرن الماضي إلى مكتب للاستعلامات السياحية للمسجد الأقصى.
تُستخدم اليوم مخزنًا لأغراض المسجد الأقصى.

## الموقع
يتواجدُ المبنى بين المتحف الإسلامي والمصلى القبلي في الجهة الجنوبية الغربية للمسجد الأقصى (الحرم الشريف).